# Pluto n'aime pas les chats
Pour plus de détails, voir Fiche technique et Distribution.
Pluto n'aime pas les chats (Puss Cafe) est un court métrage d'animation américain de la série Pluto réalisé par Charles A. Nichols pour les studios Disney et sorti en 1950.

## Synopsis
Pluto garde la maison de Mickey. Deux chats de gouttière pensent y avoir trouvé un paradis avec nourriture à volonté.

## Fiche technique
- Titre original : Puss Cafe[1]
- Titre français : Pluto n'aime pas les chats
- Autres titres :
  - Danemark : Katte på natterovn
  - Suède : Pluto som gårdvar
- Série : Pluto
- Réalisation : Charles A. Nichols
- Scénario : Dick Kinney, Milt Schaffer
- Décors : Merle Cox
- Layout : Karl Karpé
- Animation : Phil Duncan, George Kreisl, George Nicholas
- Effets visuels : Jack Boyd
- Musique : Paul J. Smith
- Production : Walt Disney
- Société de production : Walt Disney Productions
- Société de distribution : RKO Radio Pictures
- Pays :  États-Unis
- Langue : anglais
- Format : Couleur (Technicolor) -  35 mm - 1,37:1 - Son mono (RCA Sound System)
- Durée : 7 min
- Dates de sortie : 
  - États-Unis : 9 juin 1950[2]

## Distribution
- Pinto Colvig : Pluto (voix)

## Commentaires
Le film marque la première apparition du chat Milton qui sera à nouveau confronté à Pluto dans Le Chat, le Chien et la Dinde et  Plutopia en 1951.